# Шторков (Бранденбург)
Шторков (нім. Storkow) — місто в Німеччині, розташоване в землі Бранденбург. Входить до складу району Одер-Шпре.
Площа — 179,96 км2. Населення становить 9352 ос. (станом на 31 грудня 2020).

## Географія

### Адміністративний поділ
Місто  складається з 16 районів:
- Альт-Штансдорф
- Буг
- Герсдорф
- Грос-Айхгольц
- Грос-Шауен
- Карлслуст
- Керіг
- Куммерсдорф
- Лімсдорф
- Ной-Бостон
- Філадельфія
- Ріплос
- Зельхов
- Шверін
- Воховзе
- Вольфсвінкель

## Демографія
- Динаміка населення з 1875 року в сучасних кордонах (Синя лінія: населення; Пунктир: відносна порівняльна динаміка населення землі Бранденбург; Сірий фон: період Третього рейху; Помаранчевий фон: період НДР)
- Динаміка населення (синя лінія) і прогнози

| Рік  | Населення |
| ---- | --------- |
| 1875 | 6 004     |
| 1890 | 5 738     |
| 1910 | 6 172     |
| 1925 | 6 847     |
| 1939 | 7 824     |
| 1950 | 9 297     |
| 1964 | 8 626     |

| Рік  | Населення |
| ---- | --------- |
| 1971 | 8 581     |
| 1981 | 8 890     |
| 1985 | 8 801     |
| 1990 | 9 671     |
| 1995 | 9 320     |
| 2000 | 9 522     |
| 2005 | 9 476     |

| Рік  | Населення |
| ---- | --------- |
| 2010 | 9 077     |
| 2015 | 9 020     |
| 2016 | 9 070     |
| 2017 | 9 097     |
| 2018 | 9 180     |
| 2019 | 9 226     |
| 2020 | 9 352     |

Джерела даних вказані на Wikimedia Commons.

## Галерея

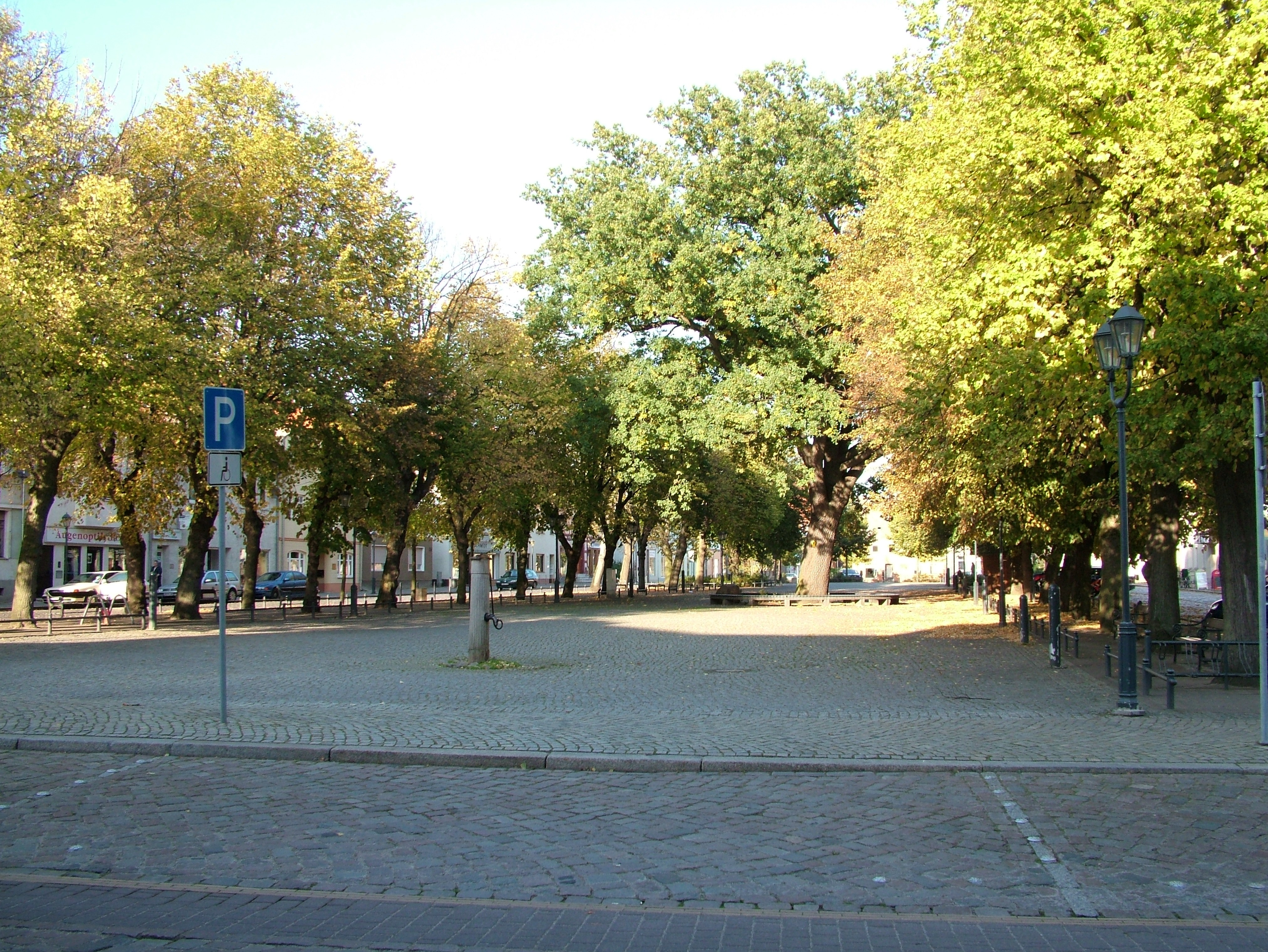
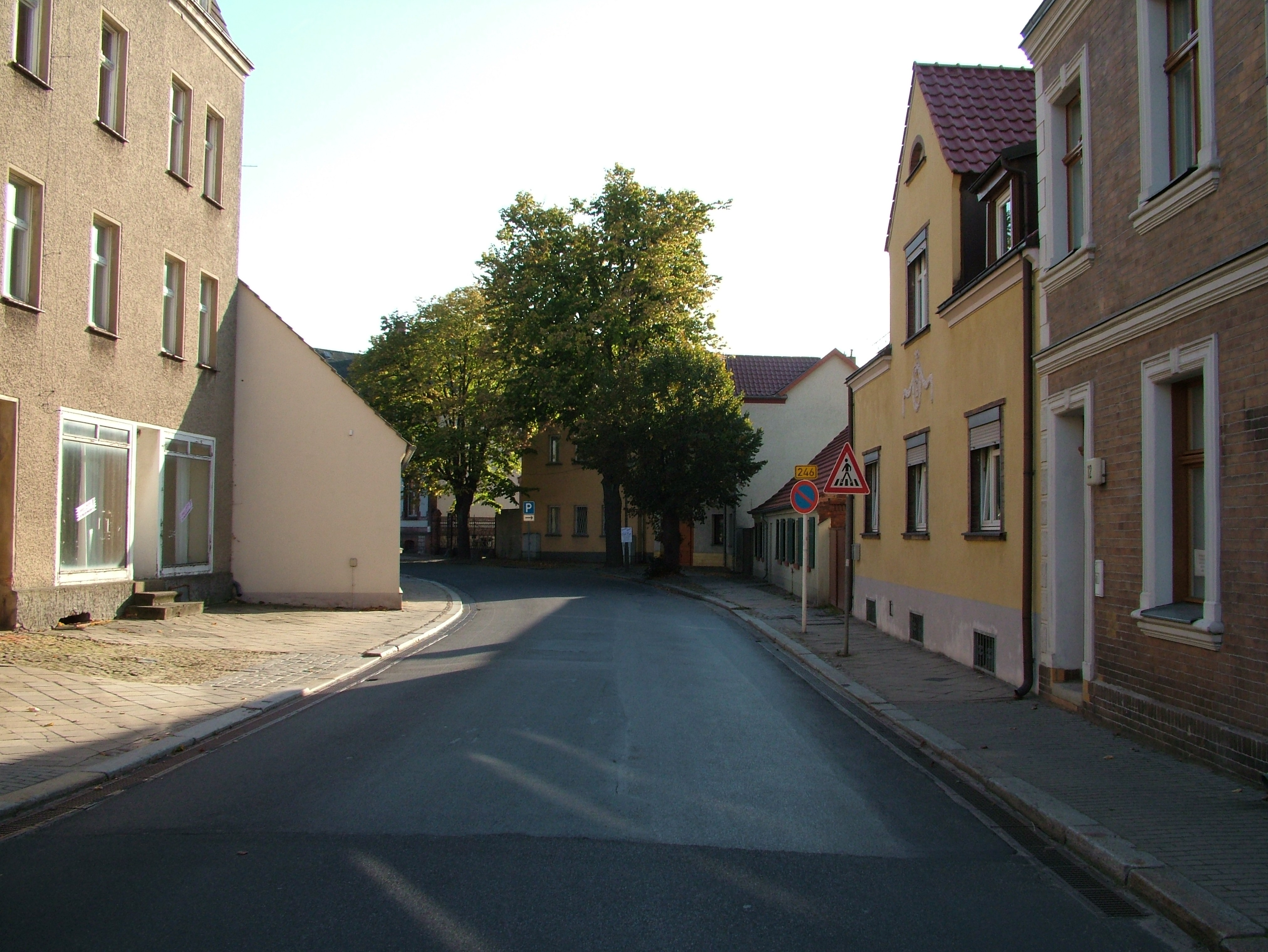
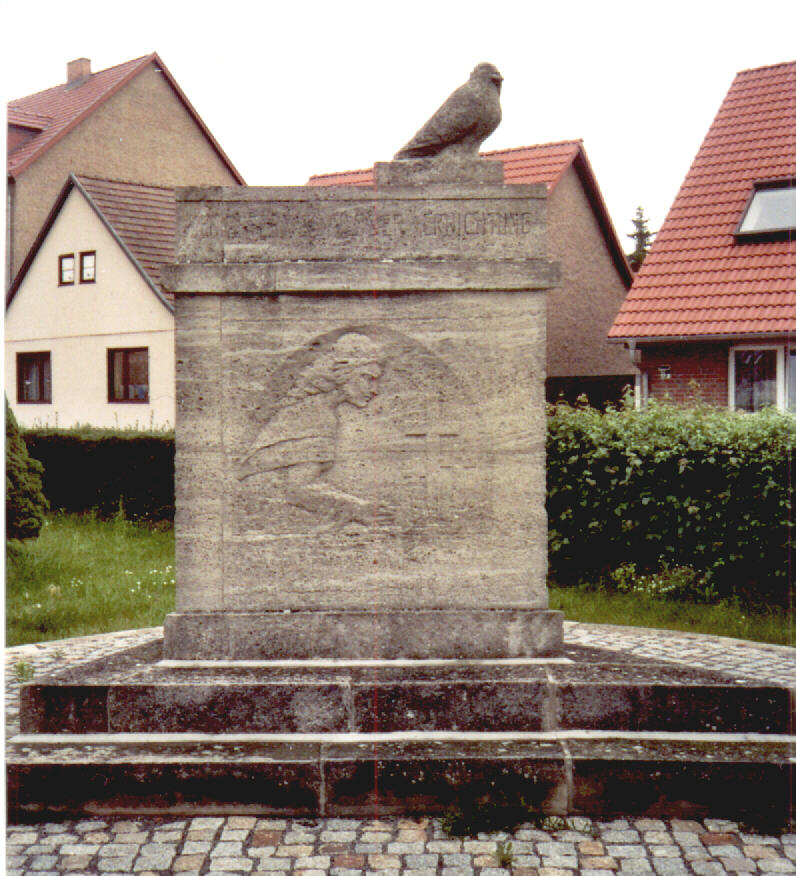
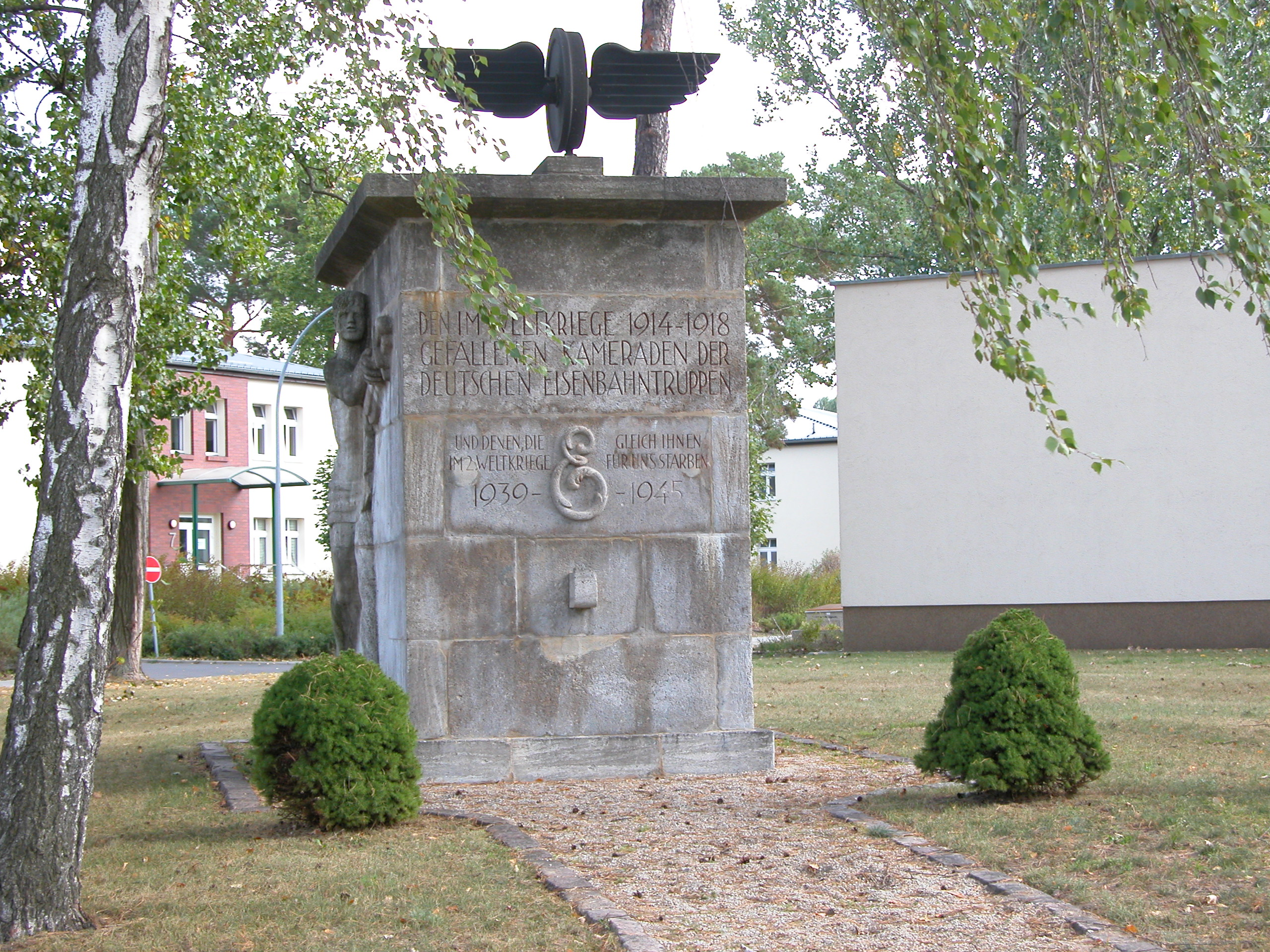
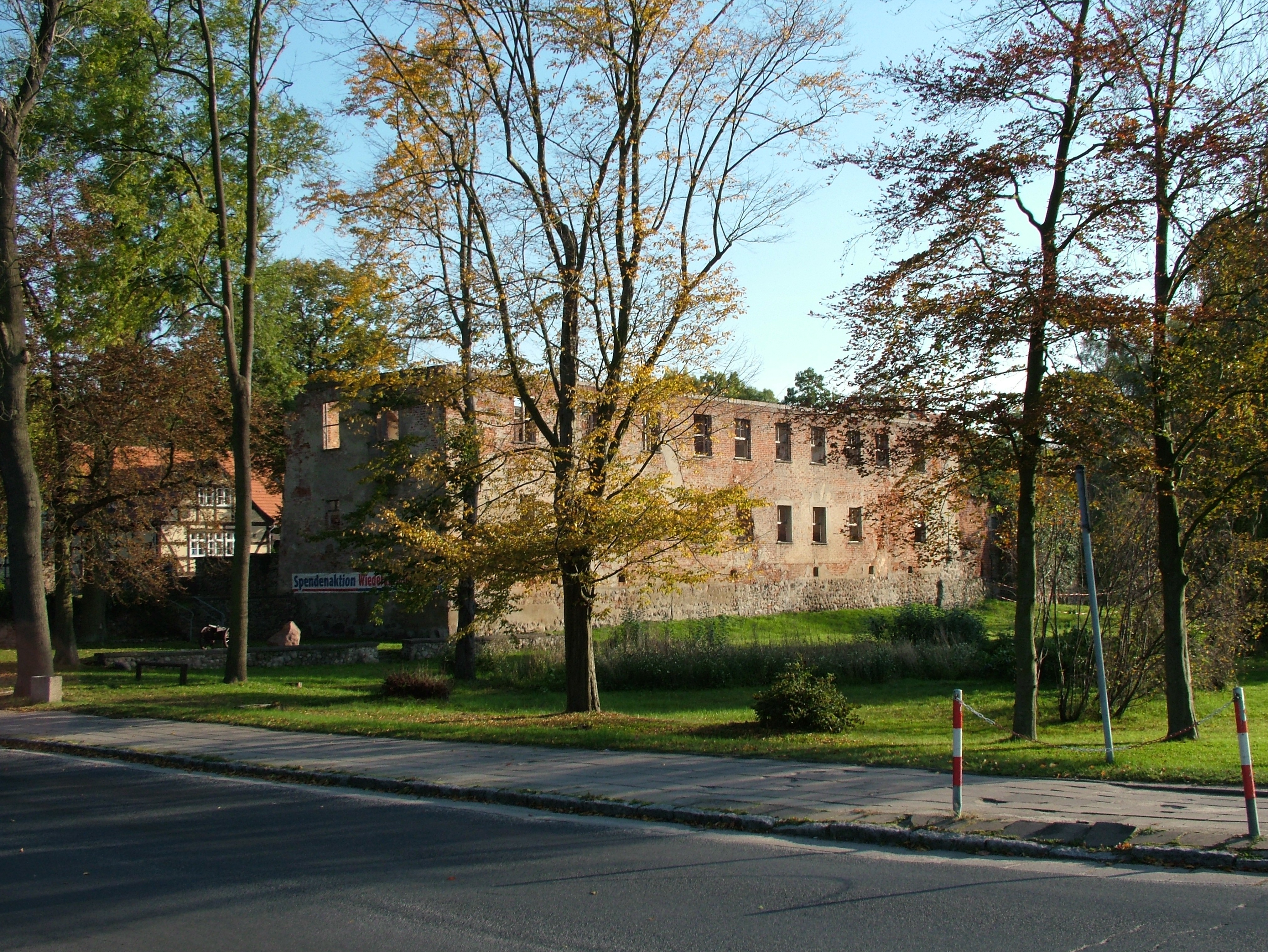
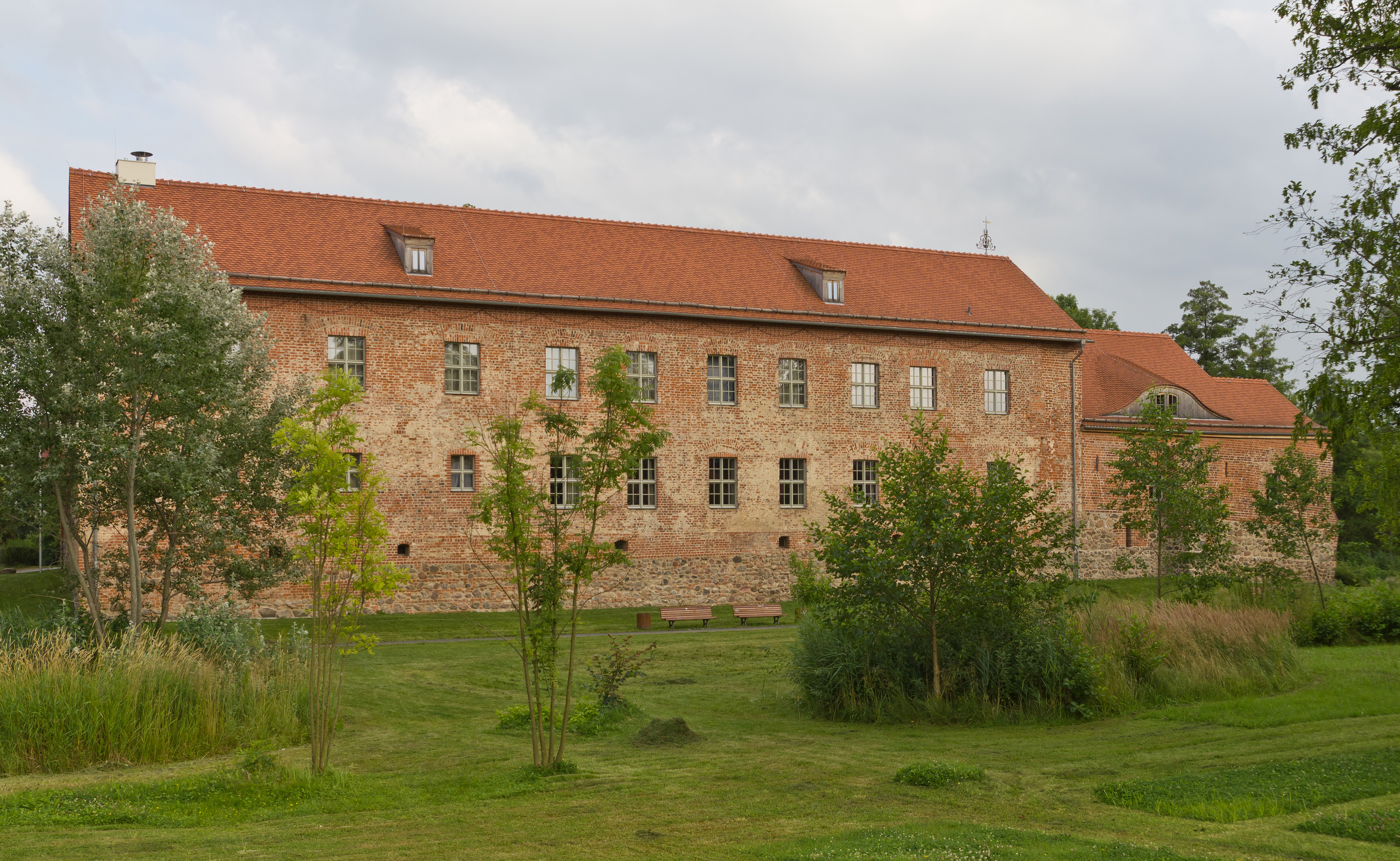